# Alse Young
Alse Young (1615-26 de mayo de 1647) de Windsor, Connecticut -a veces Achsah Young o Alice Young- fue el primer caso registrado de ejecución por brujería en las trece colonias americanas. Tuvo una hija, Alice Beamon (Young), nacida en 1640,  que también fue condenada por el mismo crimen treinta años después, en la década de 1670, pero no fue ahorcada.

## Antecedentes y ejecución
Alse Young nació en 1615 en New Windsor, Berkshire, Inglaterra  y se mudó a Windsor, Connecticut durante la década de 1630. Se cree que fue la esposa de John Young, quien compró una pequeña parcela de tierra en Windsor en 1641, la vendió en 1649 y luego desapareció de los registros de la ciudad. La mejor evidencia para sugerir que John Young era su marido proviene de un médico. Tuvo una hija, Alice Young Beamon, que fue acusada de brujería en la cercana Springfield, Massachusetts, unos 30 años después. Su hija Alice Young Beamon se casó y tuvo hijos con Simon Beamon. Al igual que su madre, Alice Young Beamon también fue acusada de brujería, pero se defendió afirmando que estaba siendo calumniada. Aunque Alice Young era una mujer sin hijo cuando se presentó la acusación de brujería, su marido aún estaba vivo en el momento de su acusación. Esto hace poco probable que haya sido acusada simplemente por la posibilidad de heredar el patrimonio de su marido en el futuro. Hay otras razones más probables.
No hay registro del juicio de Young ni de los detalles del cargo. El mismo año en que ahorcaron a Alice, la tasa de mortalidad había aumentado constantemente. La gripe afectó a todos, de modo que incluso las personas ricas con más recursos y acceso a atención médica morían a tasas extremadamente altas. Muchos miembros destacados de la clase noble y de la legislatura perdieron a sus familias. Dadas tales circunstancias, un miembro de la clase élite pudo haber organizado que alguien fuera ahorcado y usado como chivo expiatorio, lo que llevó a que Alice fuera elegida al azar. Es posible que la hayan ahorcado en Meeting House Square en Hartford, Connecticut, ahora el sitio de Old State House, ya que había una cárcel en el borde de la plaza. Un diario del entonces gobernador de la Colonia de la Bahía de Massachusetts, John Winthrop, menciona "Una... de Windsor procesada y ejecutada en Hartford por brujería". El segundo secretario municipal de Windsor, Matthew Grant, confirma su ejecución con la entrada del diario del 26 de mayo de 1647: "Alse Young fue ahorcada". Tenía aproximadamente 32 años cuando esto sucedió.

## Exoneración
A instancias de Beth Caruso, una historiadora local que escribió un libro sobre su caso, Alse Young fue exonerada simbólicamente el 6 de febrero de 2017, mediante una resolución del Ayuntamiento de Windsor, junto con Lydia Gilbert, la segunda mujer de Connecticut ejecutada por brujería, que también era de Windsor.